# リンダ・ヴォジュトヴァ
リンダ・ヴォジュトヴァ（Linda Vojtová、1985年6月22日 -）はチェコのモデル。プラハ出身。2000年にスイスのジュネーヴで行われたエリートモデルルックの優勝者である。それ以来、Vogue、ELLE、Harpers Bazaar、Glamour、Amica、Surface、Marie Claireなどの様々な国際的な雑誌に出演している。彼女はVictoria's Secret、Max Mara、Giorgio Armani、La Perla、L'oreal、Escada、Dieselとのコラボで最もよく知られた存在である。母方の祖父に作曲家のヴァディム・ペトロフがいる。

## 家族・生い立ち
チェコ共和国の首都プラハで、弁護士の母Tatjana Vojtovaと弁護士で高校教師の父Karel Vojtaの間に生まれた。両親はどちらもチェコ人である。
Martinという名の兄がいる。母国語であるチェコ語に加え、スロバキア語を英語を話せる。学校ではドイツ語とスペイン語を勉強した。婚約者であるJamison Ernestと犬のテディとともに、ニューヨークで生活している。
1999年、14歳の時にプラハのショッピングモールでスカウトされた。まだ小学生の時にミラノとウィーンへモデルをするための最初の旅行を経験した。
2000年にチェコ国内で行われたエリートモデルルックに出場し、1位となった。その後スイスのジュネーヴで開催されたエリートモデルルック世界大会で優勝し、世界中のエージェンシーと3年間の契約を結んだ。
高校在学中の15歳で、ヨーロッパ、アジア、南アメリカで働きながら世界を旅し始めた。写真家のエレン・フォン・アンワースがファッションブランドMiss Sixtyの顔に彼女を選んだことは、ファッション業界に大きな衝撃を与えた。
2002年、初めてNew York City fashion weekに参加し、写真家スティーヴン・マイゼルが彼女のAmerican Vogueでの写真を撮影するという契約を交わした。
ニューヨーク、ミラノ、パリで14週連続でファッションウィークシーズンを行い、ファッション業界で最大級の名声を持つショーを行った。多くのブランドや化粧品のキャンペーンの顔となっている。

## 表紙を飾った雑誌
2001年12月、Elle France
2003年2月、Surface magazine（Joshua Jordan）
2003年3月、L’officiel Austria
2003年7月、Elle Italy（Gilles Bensimon）
2003年9月、Vogue Australia・Patrick Shaw
2004年2月、Glamour Italy
2004年7月、Amica magazine（Nadir）
2005年3月、Flair Italy
2006年10月、Vogue Greece
2007年9月、Dolce Vita（Anna Kovacic）
2008年4月、Flair Magazine Austria（Nicholas Moore） 2008年7月、Elle Mexico（Gilles Bensimon）
2008年7月、L’officiel Russia（Guy Aroch）
2008年10月、Elle Czech republic（Marcel Gonzales Ortiz）
2008年10月、Vogue Italy（Steven Klein）
2009年7月、Vogue Greece
2009年8月、Elle Germany
2009年9月、Wish magazine Brazil
2009年11月、VS magazine（Rankin）
2010年2月、Amica（Nadir） 2010年5月、Amica（Nadir）2011年1月、One magazine（ Miguel Reveriego）
2011年2月、Elle Czech（Tono Stano）
2011年2月、Elle Czech（Rene a Radka）
2011年2月、Elle Czech（David Surowiecky）
2011年2月、Elle Czech（Branislav Simoncik）
2012年3月、Madame Figaro 
2012年8月、Velvet magazine（Takay）
2012年12月、Elle Czech（Branislav Simoncik）
2013年1月、Harpers Bazaar Argentina（Pavel Havlicek） 2013年2月、Harpers Bazaar Ukraine（Pavel Havlicek）
2013年3月、Harpers Bazaar Bulgaria（Pavel Havlicek） 2013年4月、Flair Austria
2013年7月、Elle Germany（Joshua Jordan）
2013年10月、Elle Czech（Matus Toth）
2014年10月、Elle Czech（Branislav Simoncik）
2015年1月、Es magazine（Kate Davis Macleod）
2015年2月、Maxima Portugal（Branislav Simoncik）
2015年7月、Elle Greece（Nick Leary）
2015年夏、Top Fashion（Ben Renc）
2016年1月、Elle Czech（Branislav Simoncik）
2016年1月、Elle Argentina（Nick Leary）
2016年3月、Blue paper（Rene a Radka）
2016年4月、Harpers Bazaar Czec（Rene a Radka）
2016年6月、Vogue Portugal Beauty（Jamie Nelson）

## 音楽プロジェクト
祖父のヴァディム・ペトロフの音楽の製作者でもある。母のTatjanaとともに、チェコで祖父の音楽のコンサートを行っている。2014年11月、彼女らはPetrovのファーストアルバム Tarantelaをリリースした。